# Croton intercedens
Espèce
Croton intercedens est une espèce de plantes à fleurs du genre Croton et de la famille des Euphorbiaceae présente au Brésil (Goiás).
Il a pour synonyme :
- Oxydectes intercedens (Müll.Arg.) Kuntze